# Zamia loddigesii
Zamia loddigesii — вид голонасінних рослин класу Саговникоподібні (Cycadopsida).
Етимологія: названий на честь Конрада Лоддіґеса основного постачальника в Лондон екзотичних рослин і тісний кореспондент Фрідріха Антона Вільгельма Мікеля в 19 столітті.

## Опис
Стовбур підземний і бульбовий, 5–12 см діаметром. Листків 2–6(10), прямовисні або злегка загнуті, довгасті, 0,4–1,5 м завдовжки; черешок циліндричний, до 60 см завдовжки, від негусто до густо озброєний колючками; хребет циліндричний, рідко з кількома колючками, до 1 м в довжину, з 10–20(25) парами листових фрагментів. Листові фрагменти від майже шкірястих до шкірястих, від лінійно-ланцетних до довгасто-яйцевидих, вершина від гострої до тупої, поля з окремими зубчиками у верхній третині, серединні листові фрагменти завдовжки 30–37 см, шириною 1–2 см. Пилкових шишок 2–6, вони циліндричні, від кремового до світло-коричневого кольору, довжиною 6–10 см, 1–2 см в діаметрі; плодоніжка довжиною 10–20 см. Насіннєві шишки, як правило, поодинокі, циліндричні або злегка овальні, від світло-коричневих до коричневих, загострені на верхівці, 8–12 см завдовжки, 3–5 см у діаметрі; плодоніжка довжиною 4–10 см. Насіння червоне, яйцевиде, довжиною 3 см, 2 см в діаметрі. 2n = 18.

## Поширення, екологія
Цей вид є ендеміком Мексики, де росте на березі Атлантичних схилів Сьєрра-Мадре в штатах Веракрус, Оахака, Табаско, Ідальго, Чіапас та Тамауліпас. Цей вид трапляється на висотах від рівня моря до 1000 м в умовах низьких сухих листяних лісів або напів-листяних лісів, на середніх висотах хмарних лісів, на височинах. Зазвичай там дуби є панівними. Рослини також вижити в порушених ділянках. рослина, як правило воліє сухі, часто піщані ґрунти.

## Загрози й охорона
Цей вид було порушено в результаті руйнування місця існування в результаті сільського господарства і розведення худоби. Деякі популяції, охороняються у англ. Los Tuxtlas Biosphere Reserve. 